# Beyren
Beyren är en ort i Luxemburg.   Den ligger i kantonen Grevenmacher, i kommunen Flaxweiler, i den sydöstra delen av landet, 15 kilometer öster om huvudstaden Luxemburg. Beyren ligger 280 meter över havet och antalet invånare är 312.
Terrängen runt Beyren är platt åt nordväst, men åt sydost är den kuperad.  Runt Beyren är det ganska tätbefolkat, med 230 invånare per kvadratkilometer.. Närmaste större samhälle är Luxemburg, 15,0 kilometer väster om Beyren. 
Omgivningarna runt Beyren är en mosaik av jordbruksmark och naturlig växtlighet.